# BW Group
BW Group er en global rederikoncern, der er registreret på Bermuda. De er involveret i shipping, energi og gods. Fordelt på flere datterselskaber har de over 350 skibe og over 7.000 medarbejdere. Koncernen blev etableret i Hongkong i 1955 som World-Wide Shipping. I 2003 opkøbte de Bergesen d.y. ASA, Norges største shippingselskab. BW Group har flere helt og delvist ejede datterselskaber, der omfatter: BW LPG, BW LNG, Epic Gas, DHT, Hafnia, BW Dry Cargo, BW Offshore, BW Energy og BW Solar.